# Geografia di Israele
Israele, ufficialmente Stato di Israele, è un paese del Medio Oriente, situato all'estremità orientale del mar Mediterraneo. Confina a nord con il Libano, a nord-est con la Siria, a est e a sud-est con la Giordania, a sud-ovest con l'Egitto, e a ovest con il mar Mediterraneo. Gerusalemme è sede del governo e capitale proclamata, ma quest'ultimo status non ha ricevuto largo riconoscimento internazionale.

## Morfologia

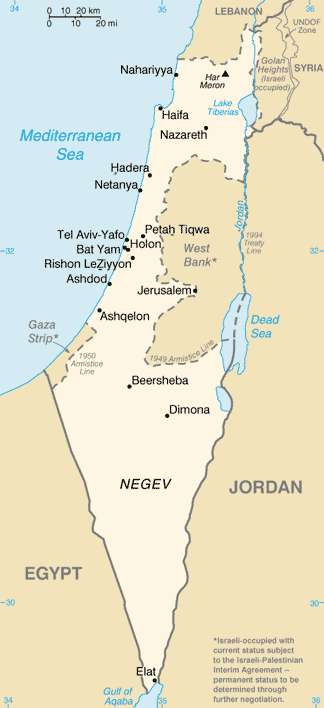
Carta di Israele.

Nonostante le sue piccole dimensioni, circa 470 km di lunghezza da nord a sud e 135 km di larghezza da est a ovest nel suo punto più ampio, Israele presenta quattro regioni geografiche - la piana costiera mediterranea, le regioni collinari settentrionali e centrali, la Great Rift Valley e il Negev - e tutta un'intera varietà di aspetti fisici unici e microclimi.
La piana costiera è una sottile striscia di terra lunga circa 185 km che si allarga fino a circa 40 km nel sud. Un litorale sabbioso con molte spiagge borda la costa del Mediterraneo. Nell'entroterra a est, la zona di terreno fertile ospita insediamenti agricoli in sviluppo e le città di Tel Aviv e Haifa e i loro sobborghi.
Nel nord del paese, le montagne della Galilea costituiscono il punto più elevato i Israele, raggiungendo i 1208 m di altitudine con il monte Meron (in arabo: Jebel Jarmaq). Queste montagne terminano a est in una scarpata che sovrasta la Great Rift Valley della Galilea. Sono separate a sud dalle colline della Cisgiordania, occupata da Israele, dalla fertile piana di Esdraelon (in ebraico: ʿEmeq Yizreʿel), che, estendendosi approssimativamente da nord-ovest a sud-est, congiunge la piana costiera con la Great Rift Valley. La catena del monte Carmelo, che culmina con una cima alta 546 m, forma uno sperone che dagli altopiani della Cisgiordania raggiunge il nord-ovest del paese, separando quasi in due parti la costa di Haifa.
La Great Rift Valley, una lunga fessura nella crosta terrestre, ha inizio oltre la frontiera settentrionale di Israele e forma una serie di vallate che corrono generalmente verso sud, seguendo la lunghezza del paese, fino al golfo di Aqaba. Il Giordano, che segna parte della frontiera tra Israele e Giordania, scorre verso sud attraverso il rift da Dan alla frontiera settentrionale di Israele, dove il suo letto è a 152 m sul livello del mare, per raggiungere prima la valle di Ḥula (in ebraico: ʿEmeq Ḥula), e poi il lago di Tiberiade, noto anche come mar di Galilea (in ebraico: Yam Kinneret), uno specchio d'acqua dolce posto 209 m sotto il livello del mare. Il Giordano procede verso sud lungo il margine orientale della Cisgiordania - ora attraverso la valle del Giordano (in ebraico: ʿEmeq HaYarden) - e finalmente giunge nel mar Morto, dalle acque estremamente salate, che, trovandosi 400 m sotto il livello del mare, è il punto naturale più basso della superficie della Terra. A sud del mar Morto, il Giordano continua attraverso il rift, formando ora la valle di ʿArava (termine ebraico che vuol dire «savana»), un'arida pianura che si estende fino al porto di Elat sul mar Rosso.
Il Negev, scarsamente popolato, occupa la metà meridionale di Israele. Questa piatta e sabbiosa regione desertica a forma di freccia si restringe verso sud, dove diviene estremamente arida e la sua superficie è ricoperta da una serie di colline calcaree attraversate da wadi, canyon e falesie prima di raggiungere infine il punto dove l'ʿArava raggiunge Elat.

## Idrografia

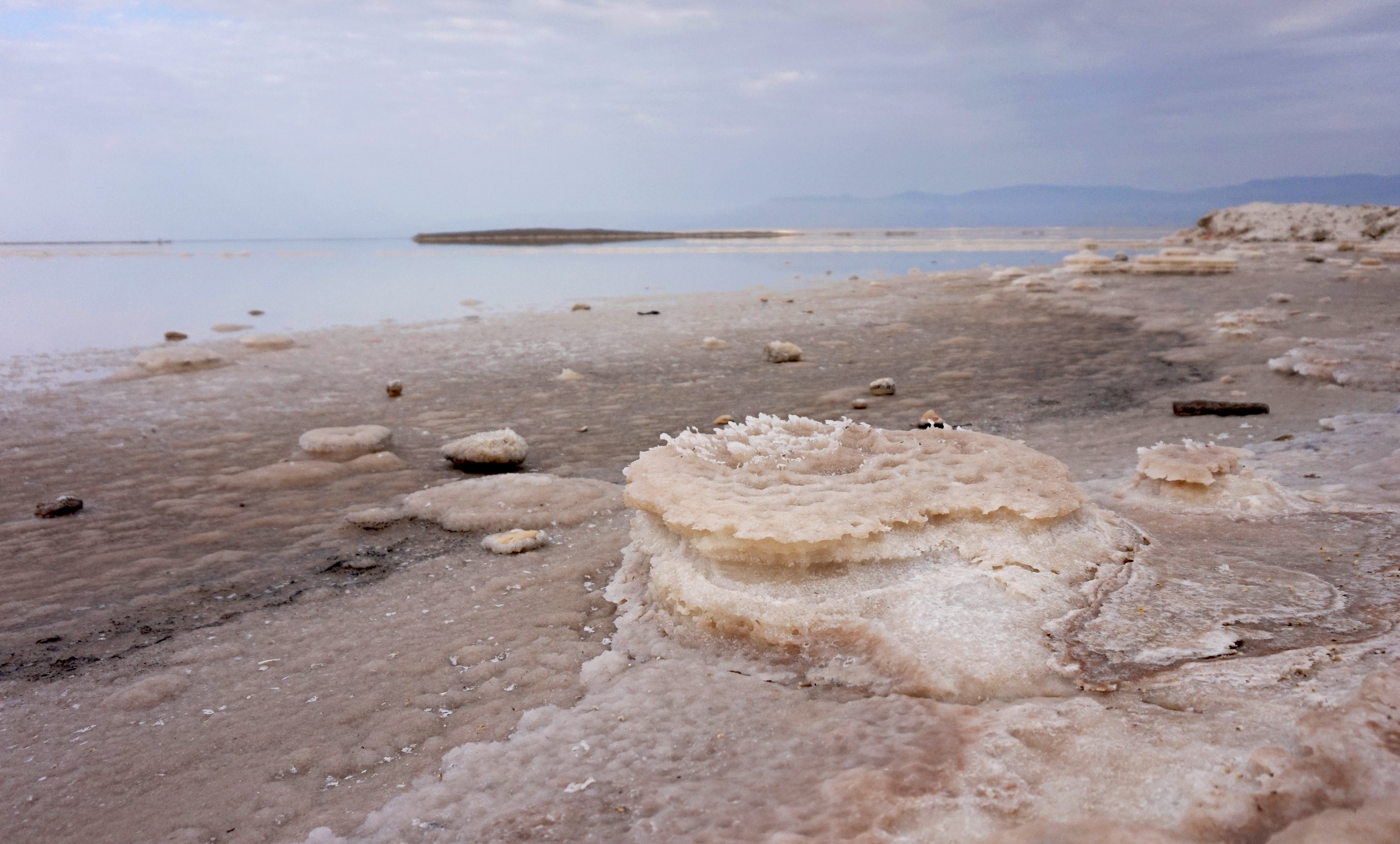
Formazioni di sale sul mar Morto.

Il principale sistema idrografico del paese è costituito dal lago di Tiberiade e dal Giordano. Altri fiumi di Israele sono lo Yarqon, che sfocia nel Mediterraneo presso Tel Aviv; il Qishon, che scorre attraverso la parte occidentale della piana di Esdraelon per sfociare nel Mediterraneo ad Haifa; e una piccola sezione dello Yarmūk, un affluente del Giordano che scorre verso ovest lungo il confine tra Siria e Giordania. La maggior parte degli altri torrenti del paese sono effimeri e scorrono stagionalmente sotto forma di wadi. I fiumi sono alimentati da una falda freatica sotterranea che viene sfruttata dall'uomo attraverso numerosi pozzi. Israele ha una carenza cronica di acqua, e le sue risorse idriche vengono pienamente utilizzate: circa tre quarti per l'irrigazione e il rimanente per utilizzi industriali e domestici.

## Clima
Israele ha una gran varietà di condizioni climatiche, dovute soprattutto alla diversa topografia del paese. Vi sono due stagioni distinte: un inverno fresco e piovoso (ottobre-aprile) e un'estate asciutta e calda (maggio-settembre). Lungo la costa, le brezze di mare mitigano leggermente il clima, e le spiagge mediterranee sono molto popolari. Le precipitazioni sono scarse nel sud, dove ammontano a circa 25 mm all'anno nella valle di ʿArava a sud del mar Morto, mentre nel nord sono relativamente pesanti, e nell'Alta Galilea possono cadere fino a 1120 mm di pioggia all'anno. Nelle città maggiori, lungo la piana costiera, cadono in media circa 508 mm di pioggia all'anno. Nel corso dell'anno vi sono circa 60 giorni di pioggia, concentrati soprattutto nella stagione delle piogge. Si registrano gravi scarsità idriche estive negli anni in cui le piogge arrivano in ritardo o il totale delle precipitazioni è inferiore al normale.
Le temperature medie annuali variano in tutta Israele a seconda dell'altitudine e della posizione: le aree costiere adiacenti al mar Mediterraneo hanno temperature più miti - che spaziano tra i 29 °C circa in agosto e i 16 °C circa in gennaio - e più alti tassi di umidità delle aree interne, specialmente durante l'inverno. Al contrario, le regioni più elevate, come l'Alta Galilea, hanno notti fresche, perfino in estate, e occasionalmente neve in inverno. Tuttavia, la città costiera di Elat, nel sud, nonostante la sua vicinanza al mar Rosso, ha un clima più simile a quelli delle valli del Giordano e di ʿArava e del Negev, più caldi e aridi di quello della costa settentrionale; in questi luoghi, le temperature diurne raggiungono i 21 °C circa in gennaio e possono raggiungere i 46 °C in agosto, quando la temperatura media è di 40 °C.

## Flora e fauna
La vegetazione spontanea è estremamente varia, e nel paese sono state identificate oltre 2500 specie di piante. Le foreste sempreverdi originarie, i leggendari «cedri del Libano», sono in gran parte scomparse dopo molti secoli di abbattimenti per costruire navi e liberare terre per l'agricoltura e l'allevamento delle capre; esse sono state rimpiazzate da boschi secondari di querce e di conifere sempreverdi più piccole. Le colline sono ricoperte soprattutto da macchia mediterranea, e nella stagione delle piogge il terreno si riempie dei colori dei fiori di campo. Nel Negev e sulle dune di sabbia della piana costiera crescono solamente arbusti propri del deserto. A nord di Beersheba, la maggior parte delle terre è coltivata o destinata al pascolo. Dove l'irrigazione è disponibile, fioriscono agrumeti, frutteti di specie subtropicali e colture di ortaggi. A seguito di un programma di rimboschimento del governo sono stati piantati milioni di alberi.
Anche la vita animale è molto varia. Tra i mammiferi figurano gatti selvatici, cinghiali, gazzelle, stambecchi, sciacalli, iene, lepri, procavie, tassi e puzzole marmorizzate. Caratteristici tra i rettili sono i gechi, le lucertole del genere Āgama e varie vipere, quali quella rostrata (Echis carinatus). Nella regione sono state identificate più di 400 specie di uccelli, compresi la pernice, il cuculo tropicale, l'otarda, la pterocle e l'allodola del deserto. Vi sono molte specie di pesci e insetti, e talvolta le locuste, dal deserto, invadono le aree degli insediamenti. In alcune regioni sono state istituite riserve naturali, soprattutto in zone dell'ʿArava nel sud e sul monte Carmelo, sul monte Meron e in ciò che rimane del lago di Ḥula e delle paludi vicine nel nord. La costa mediterranea e le valli del Giordano e di ʿArava sono importanti rotte per gli uccelli migratori.